# خیزش افسران آزاد (مصر)

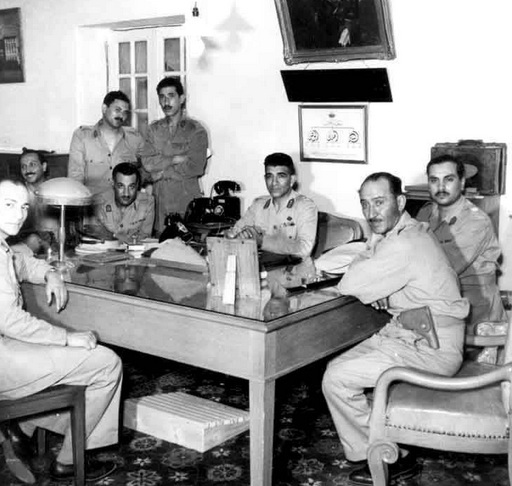
افسران آزاد در سال 1953

خیزش افسران آزاد سازمانی سیاسی بود که در سال ۱۹۵۲ میلادی توسط برخی نظامیان مصر در جهت تغییرات بنیادین در ساختار حکومت مصر توسط جمال عبدالناصر به وجود آمد. این خیزش به پادشاهی ملک فاروق پایان داد.

## اعضای شرکت کننده در خیزش
- نیروی زمینی: جمال عبدالناصر - عبد الحکیم عامر - یوسف صدیق -محمد نجیب
- نیروی هوایی: عبد المنعم عبد الرؤوف - عبد اللطیف البغدادی - حسن ابراهیم - جمال سالم
- توپخانه: کمال الدین حسین - صلاح سالم
- سیگنال سپاه: انور سادات - امین شاکر
- نیروی زرهی: حسین الشافعی - خالد محیی الدین
- نیروی امداد: مجدی حسنین
- جزء دوم خیزش: احمد شوقی - حمدی عبید - جمال حماد - وجیه اباظة - مصطفی کامل مراد - صبری القاضی

جمال حماد تأکید کرد که اگر محمد نجیب به این خیزش ملحق نشده بود امکان پیروزی این خیزش نبود. چنانچه محمد نجیب دارای درجه نظامی، اعتبار و سابقهٔ نظامی مهمی بود اما دیگر اعضا دارای رتبه نظامی پایین و گمنام بودند.

## پیروزی خیزش و مابعد آن
در ۲۶ ژوئیه افسران آزاد از پادشاه خواستند که از منصبش کناره گیری کند. پس از ملک فاروق ملک فؤاد دوم مصر به عنوان پادشاه برگزیده شد و به دلیل خردسالی مجلسِ نیابت سلطنت به جایش قرار گرفت و در کنار مجلس فرماندهی انقلاب مصر به اداره مصر پرداخت که در ۱۸ ژوئن ۱۹۵۳ طی اعلام جمهوری مجلس نیابت سلطنت و مجلس فرماندهی انقلاب نیز الغا شد.

## اعمال حکومت مجلس فرماندهی انقلاب
- لغو رتبه‌بندی شهروندان در ۲ اوت ۱۹۵۲
- پاکسازی اداره‌های دولتی در ۴ اوت ۱۹۵۲
- قانون اصلاح کشاورزی در ۹ سپتامبر ۱۹۵۲
- عفو عمومی زندانیان سیاسی در ۱۶ اکتبر ۱۹۵۲
- اعلام لغو قانون اساسی ۱۹۲۳ مصر در ۹ سپتامبر ۱۹۵۲
- لغو حزب‌های سیاسی و ایجاد نظام تک حزبی در ۱۸ ژانویه ۱۹۵۳